# Synagoga v Humpolci
Synagoga v Humpolci je bývalá židovská modlitebna postavená v letech 1760–1762. Nachází se na malém náměstíčku, tvořeném ulicí U Vinopalny jako č.p. 492 v Humpolci. Od roku 2000 je chráněna jako kulturní památka.
V druhé polovině 19. století byla synagoga rozšířena a přestavěna, přičemž dostala novogotická okna. Zřejmě v té době k ní byla přistavěna i budova židovské školy a rabinátu. V roce 1961 byla adaptována a dodnes je využívána pro účely Čs. církve husitské.

## Historie židovské obce

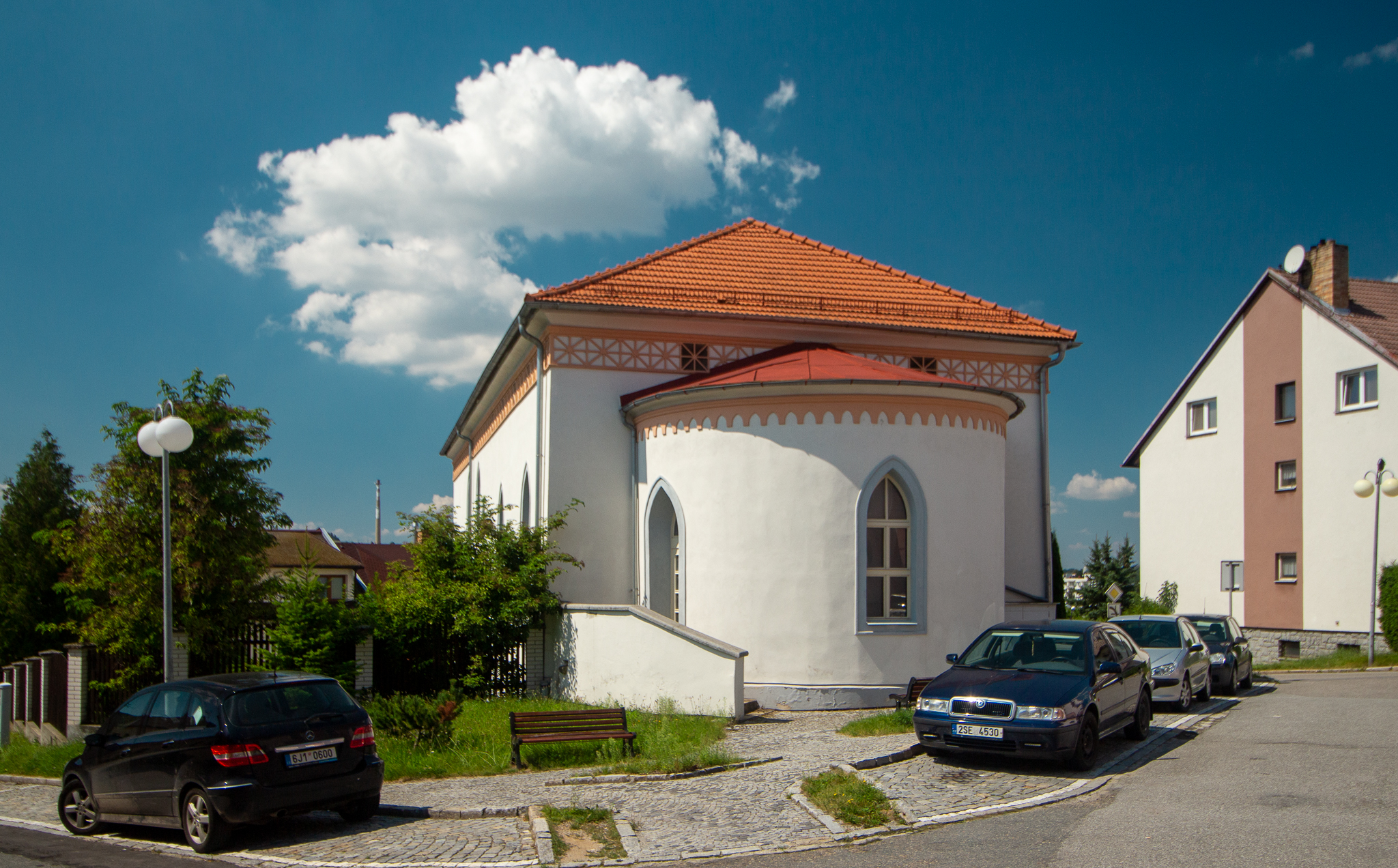
Humpolecká synagoga v roce 2020

První písemná zmínka o Židech v Humpolci pochází z 15. května 1385, později se však prokazatelná stopa židovského osídlení ztrácí. Při sčítání lidu konaném r. 1618 není spočten ani jeden Žid (je však možné, že byli připočteni k censu nedaleké obce Herálec, pod jehož vrchnost tehdy spadali). První dochovaný pramen hovořící o opětovném usídlení Židů v H. je tak z roku 1719, kdy je napočteno 10 rodin se 49 členy. Tohoto roku je rovněž založen zdejší židovský hřbitov (dochoval se dodnes, asi 1000 náhrobků). Do r. 1754 byly bohoslužby konány v soukromých modlitebnách po domech. Tohoto roku žádá představený židovské obce Isák Marek Falg majitele herálecko-humpoleckého panství Jakuba Benedikta z Neffzernů o povolení ke stavbě synagogy. Roku 1760 je započato se stavbou a o dva roky později je synagoga hotova k užívání. Protože pozemek, na němž byla synagoga postavena, byl původně křesťanský, byla místní židovská obec nucena každoročně platit poplatek 2 zlaté ročně humpolecké faře.